# 亨利-亞歷山大·當洛斯
亨利-亞歷山大·當洛斯（法語：Henri-Alexandre Danlos，1844年3月26日—1912年9月12日）是一名法國醫生和皮膚病學家。與丹麥皮膚病學家愛德華·埃勒斯一起，埃勒斯-當洛斯症候群，包括一組遺傳性結締組織疾病以他們的名字命名。
當洛斯在巴黎學習醫學，於其職業生涯的早期在夏爾-阿道夫·武爾茨的實驗室進行研究。1881年，他成為醫院的醫生，四年後成為巴黎特農醫院的服務主管。1895年，他被任命為聖路易醫院的醫生。
當洛斯是使用鐳治療皮膚紅斑狼瘡的先驅。1901年，他與物理學家歐仁·布洛赫（Eugène Bloch）一起首次將鐳用於結核性皮膚病變。

## 外部連結
- 亨利-亞歷山大·當洛斯 （页面存档备份，存于） @ Whonamedit?